# Nigel Osborne
Pour les articles homonymes, voir Osborne.
Nigel Osborne né le 23 juin 1948 à Manchester de parents écossais, est un compositeur britannique de musique classique et d'opéra.
Il est professeur Reid de musique à l'université d'Édimbourg et enseigne également à la Hochschule für Musik, Theater und Medien Hannover. Parmi ses élèves on note Julian Wagstaff.
Il étudie la composition musicale auprès de Kenneth Leighton (son prédécesseur comme professeur Reid de musique à l'université d'Édimbourg), Egon Wellesz (premier élève d'Arnold Schoenberg) et Witold Rudziński. Il étudie également au studio expérimental de la radio polonaise à Varsovie. Parmi ses compositions figurent l'opéra l'Électrification de l'Union soviétique, un concerto pour flûte et orchestre de chambre, I am Goya et Remembering Esenin.

## Sources
- Scottish Arts Council profile article
- The Guardian – The riddle of the rocks – on his 2008 trip to Uganda
- The Independent – Right of Reply: ‘’The composer Nigel Osborne defends his opera trilogy, Sarajevo’’